# Sint-Alfonsuskerk (Halluin)
De Sint-Alfonsuskerk (Frans: Église Saint-Alphonse) is de parochiekerk van de tot de Franse stad Halluin behorende wijk Mont d'Halluin.
Deze kerk werd gesticht door de Brugse priester Alphonse-Marie Coulon ten behoeve van het snel toenemende aantal inwoners van deze wijk. De zusters van de congregatie Filles de la Sagesse vestigden zich er in 1886 en Alphonse-Marie Coulon droeg missen op in een kapel, maar de antiklerikale overheid wees hem het land uit. In 1889 kon hij terugkeren, omdat hij bewees van Franse afstamming te zijn. Na diverse juridische moeilijkheden kon in 1895 met de bouw van een kerk worden begonnen en in 1897 werd deze ingewijd.
Vanaf 1990 was er geen eigen pastoor meer maar ressorteert de kerk in een groter parochieverband.

## Gebouw
Het betreft een bakstenen kruiskerk in neogotische stijl. De voorgebouwde toren is 45 meter hoog, inclusief een spits van 12 meter.